# ふくらP
ふくらP（ふくらピー、1993年8月7日 - ）は、日本のクイズ作家、YouTuber、クイズプレイヤー、ライター。本名は髙山 拳󠄁（たかやま けん、旧姓：福良）。ウェブメディア「QuizKnock」に所属し、YouTubeチャンネルの動画プロデューサーを務めている。タレントとしてはワタナベエンターテインメント（オフコース）所属。妻はタレントで乃木坂46元メンバーの高山一実。

## 来歴
徳島県阿南市生まれ、香川県高松市育ち。2012年に英明高等学校から東京工業大学理学部情報科学科に進学した。当初は東京大学を受験する予定であったが、センター試験の結果が振るわなかったため、「東大より入りやすくて理系である」という理由から東京工業大学に出願先を変更した。学部4年の研究室配属に際して単位数が不足し、学部1年および2年の学習内容を独学で学び直すことを考え、2015年に休学した。
2016年12月頃よりウェブメディア『QuizKnock』に参加する。ライターとして関わることになっていたが、伊沢拓司より「編集部の中心メンバーになってほしい」と打診を受け、承諾した。その後、QuizKnockの規模が大きくなったことから、2017年10月ごろに大学を中退してクイズ作家として生計を立てる道を選ぶ。
QuizKnockの認知度を高めるため、YouTubeに動画を投稿することをふくらが提案する。当初は限りある資材や人材などを使うのはリスクが高いと伊沢に反対されたが、結果的には2017年4月16日にQuizKnockのメインチャンネルを開設した。なお、ふくらは伊沢が出演し、ふくらが音声で出題するという形式の「伊沢拓司のチャンネル」を想定していたが、伊沢の提案により「QuizKnockのチャンネル」として運営することになった。また、YouTubeチャンネルの開始当初から2018年4月12日の初顔出し動画まで、ふくらは音声出演のみだった。
2022年日本テレビ系列で放送されていたクイズ番組『クイズ!あなたは小学5年生より賢いの?』にて、全問正解を果たし、賞金であった1000万円を獲得した。
2024年7月7日にタレントで乃木坂46元メンバーの高山一実と結婚したことを発表した。同年9月16日にはYouTubeに個人チャンネル『ふくらPの動く点P』を開設したことをX（旧Twitter）で発表した。

## 人物
小学生の頃から謎解きに親しんでおり、「第4回謎解き能力検定」で全国9位、「第7回謎解き能力検定」で全国6位の実績がある。また、パズルも得意で、「日本パズル選手権2019」の第3ラウンド（スプリント）で1位になったこともある。
QuizKnockの動画などでも度々ネタにされているほどの野菜嫌いである。
結婚前にどちらの名字に変えるか話し合った際、ふくらが変えると申し出たことで、髙山姓に改姓した。なお、QuizKnockの動画などでは変わらずふくらPを名乗り続けている。

## 出演

### テレビ番組
- クイズ!あなたは小学5年生より賢いの?（日本テレビ、2020年6月12日[22]、2022年12月16日[23]、2025年3月14日）
- 今夜はナゾトレ（フジテレビ、2020年6月30日[24]、8月18日、9月29日[25]、12月22日[26]、2021年1月5日[27]、7月27日[28]）
- 東大王（TBS、2020年7月22日[29]、11月4日[30]、2022年4月20日[31]）
- 99人の壁（フジテレビ、2021年8月14日[32]）
- ヒルナンデス!（日本テレビ、2021年12月17日[33]、2022年2月11日[34]、4月1日[35]）
- 日経スペシャル 60秒で学べるNews（テレビ東京、2023年2月15日[36]）
- DayDay.（日本テレビ、2023年4月10日 - ） - 隔週月曜日レギュラー[10] → 隔週木曜レギュラー[37]

### ラジオ番組
- 高橋みなみの これから、何する?（TOKYO FM、2019年3月27日）[38]
- ちょいさき（FM NACK5、2021年11月28日）[39]

### イベント
- アースデイ東京2024@代々木公園（代々木公園、2024年4月14日）[40][41]

## その他
- テレビ番組『佐藤健&千鳥ノブよ!この謎を解いてみろ!』（TBS、2021年1月11日[42]、2021年8月9日[43]、2022年1月17日[44]、2022年8月8日[45]、2023年5月17日[46]） - 番組で出題された謎の制作
- アパレルブランド『トキキル』（2024年1月13日、14日） - 洋服にデザインされた謎の制作[47]